# ایر بوتسوانا
ایر بوتسوانا (به انگلیسی: Air Botswana) یک شرکت هواپیمایی با کد یاتا BP است که در تاریخ ۱۹۷۲ میلادی تأسیس شده‌است. دفتر مرکزی ایر بوتسوانا در گابورون، بوتسوانا واقع شده‌است و قطب این شرکت هواپیمایی در فرودگاه بین‌المللی سر سرتزه خاما قرار دارد و به ۷ مقصد، پرواز مستقیم انجام می‌دهد.